# Thamiaraea hospita
Thamiaraea hospita är en skalbaggsart som först beskrevs av Johann Christian Friedrich Märkel 1844.  Thamiaraea hospita ingår i släktet Thamiaraea, och familjen kortvingar. Enligt den svenska rödlistan är arten nära hotad i Sverige. Arten förekommer i Götaland, Gotland, Öland, Svealand och Nedre Norrland. Artens livsmiljö är skogslandskap, jordbrukslandskap, stadsmiljö.